# Videdysse (Roskilde)
Der Langdysse Videdysse liegt zwischen Radhuse und Birkede bei Roskilde auf der dänischen Insel Seeland. Der Dolmen stammt aus der Jungsteinzeit etwa 3500–2800 v. Chr. und ist eine Megalithanlage der Trichterbecherkultur (TBK). Es gibt auf Seeland mehrere Anlagen dieses Namens (z. B. Søster-Svenstrup Videdysse und Videdysse im Horserød Hegn).
Das Nordwest-Südost orientierte Hünenbett ist etwa 2,0 m hoch, 33,0 m lang und 8,4 m breit. In der Mitte liegt die eingetiefte Kammer eines Urdolmens als Parallel- oder Längslieger. Er besteht aus drei Tragsteinen und dem klobigen Deckstein und hat eine offene Seite mit kleineren Steinen im Südosten. Von den etwa zur Hälfte erhaltenen Randsteinen der Hügeleinfassung befinden sich 17 auf der Nordost-, sieben auf der Südwest- und zwei auf der Südostseite; keiner auf der Nordwestseite. Weitere verlagerte Steine liegen in der Nähe des Hünenbettes oder auf den Hügel.